# Битка при Триполие
Битката при Триполие се провежда през ноември 1402 г. между Моравското деспотство и владетелския род Бранковичи.
Последните се опитват да узурпират сръбския трон и влизат в битката с турски войски, дадени им от Сюлейман, но все пак са победени от Стефан Лазаревич.
Армията на сръбския деспот Стефан Лазаревич идва от Зета (днес Черна гора). Местният зетски княз Георги II Страцимирович Балшич от династията Балшичи, и братовчед на деспота, подпомага Стефан Лазаревич в постигането на надмощие на бойното поле.